# Micriantha decorata
Micriantha decorata là một loài bướm đêm trong họ Noctuidae.